# رشته‌کوه قرقیز آلا-تو
رشته‌کوه قرقیز آلا-تو (به لاتین: Kyrgyz Ala-Too Range) یک رشته‌کوه و کوه در قرقیزستان است که در استان چوی واقع شده‌است. رشته‌کوه قرقیز آلا-تو ۴٬۸۹۵ متر بالاتر از سطح دریا واقع شده‌است.